# Copaifera malmei
Copaifera malmei är en ärtväxtart som beskrevs av Hermann August Theodor Harms. Copaifera malmei ingår i släktet Copaifera, och familjen ärtväxter. Inga underarter finns listade i Catalogue of Life.